# Enugu (miasto)
Enugu – miasto w Nigerii, stolica stanu Enugu. W 2006 roku liczyło około 1,5 miliona mieszkańców. Jest zamieszkane głównie przez członków ludu Ibo. Nazwa pochodzi od słów w języku Ibo, oznaczających "Miasto na wzgórzu".
Miasto jest siedzibą uczelni: Enugu State University of Science & Technology, University of Nigeria Enugu Campus oraz Institute of Management & Technology. W Enugu działają liczne rozgłośnie radiowe i telewizyjne. Istnieje stadion pierwszoligowego klubu piłkarskiego. 
Na początku XX stulecia Enugu było ośrodkiem wydobycia węgla kamiennego. Zwano je z tego powodu "węglowym miastem". Choć z czasem złoża się wyczerpały, miasto pozostało centrum gospodarczym regionu. W mieście rozwinął się przemysł spożywczy, drzewny, cementowy, meblarski, poligraficzny, autobusowy oraz garncarski.
Od ogłoszenia niepodległości przez Republikę Biafry 30 maja do zdobycia miasta przez wojska nigeryjskie 28 września 1967 roku pełniło funkcję pierwszej stolicy separatystycznej republiki.